# Uragano Erika
L'uragano Erika è stato un uragano che ha colpito l'estremità nord-orientale del Messico vicino al confine fra Texas e Tamaulipas nella metà di agosto della stagione degli uragani atlantici del 2003. Erika è stato l'ottavo ciclone tropicale, la quinta tempesta tropicale ed il terzo uragano della stagione. All'inizio, il Centro Nazionale Uragani (National Hurricane Center, NHC) non diede la definizione operativa di "uragano" poiché i dati iniziali mostravano venti di 70 miglia orarie (115 km/h) al picco d'intensità. Solo dopo che i dati successivi furono analizzati, l'NHC rivide la classificazione a Categoria 1 di intensità nella scala di uragani Saffir-Simpson.